# 社區協力農業
社區協力農業（英語：Community supported agriculture，簡稱CSA）是一種農夫與消費者之間共同承擔風險的「協議與承諾」，消費者在產季開始之前先繳「會費」給農夫，作為購買種子、農具、肥料...等經費，而農夫則承諾以友善土地的方式種植，並將收成與會員共享。
消費者除了參與部分農事，了解自己所吃的食物的成長過程，並與社區農夫認識、互動，所繳的費用是對農夫與土地的支持，並承擔了收成不管好或壞的風險，也就是，豐收拿得多，欠收則拿得少。消費者以資金承諾農夫，而農夫則以健康的農作回饋消費者。
它是一種另類的農業與食物分配的社會經濟模式，可以讓生產者和消費者共同分擔農業生產的風險。該模式是公民農業的一支，它的總體目標是透過當地市場加強社區意識。
作為訂購的支持者（subscribers），每周或隔周就會收到一箱農產品或其他的農場商品，這包括當季的水果和蔬菜，也可能是乾貨、雞蛋、牛奶、肉類等。通常情況下，農民會透過發送週報或電子報介紹農場的情況，邀請他們一起參與收成，或舉辦農場開放活動來培養農場與訂戶的關係。有些 CSA 提供勞動貢獻，以代替部分訂購的費用。
CSA 一詞主要用於美國和加拿大，但各種類似的生產和經濟子系統在世界各地都在使用，在奧地利和德國稱為 Solidarische Landwirtschaft（"Soliadrity farming"），在英國則是稱為「蔬菜箱計劃」。

## 定義
美國農業部（USDA）對「社區協力農業」的界定為：「基本而言，社區協力農業，包括一個致力支持某一農場營運的社群；而這農地，也在法定上或精神上，成為這社群的農園。在其中，生產者與消費者相互支助，共同擔當糧食生產的風險及豐收。農園或菜園的成員或股東，事先支付農場營運預估的費用及農民的薪資。他們的回報是在整個生長季節中，農場收成的一定份量，以及與土地重新連結而來的滿足。成員也分擔因天災、蟲害等而欠收的風險。」
而羅萍·凡恩給的定義則是：生產者＋消費者＋每年長期的承諾＝社區協力農業＋無限的可能。

## 歷史
「社區協力農業」一詞是 20 世紀 80 年代在美國東北部產生的，受到魯道夫．斯坦納生物動力農法思想影響的兩位歐洲農民，瑞士的簡．范德圖恩（Jan Vandertuin）和德國的崔葛．果戎（Trauger Groh）在 80 年代中期將這個農法帶到了美國，而「社區協力農業（Community Supported Agriculture）」這個詞彙則是簡．范德圖恩所創。
此一影響導致了 1986 年兩個 CSA 的創立：
1. 大巴靈頓的 CSA 花園，由范德．圖恩、Susan Witt 和羅蘋．范恩（Robyn Van En）在馬薩諸塞州建立；
2. 坦普爾-威爾頓社區農場是由安東尼．格雷厄姆、特勞格．格羅和林肯．蓋格在新罕布什爾州建立 。

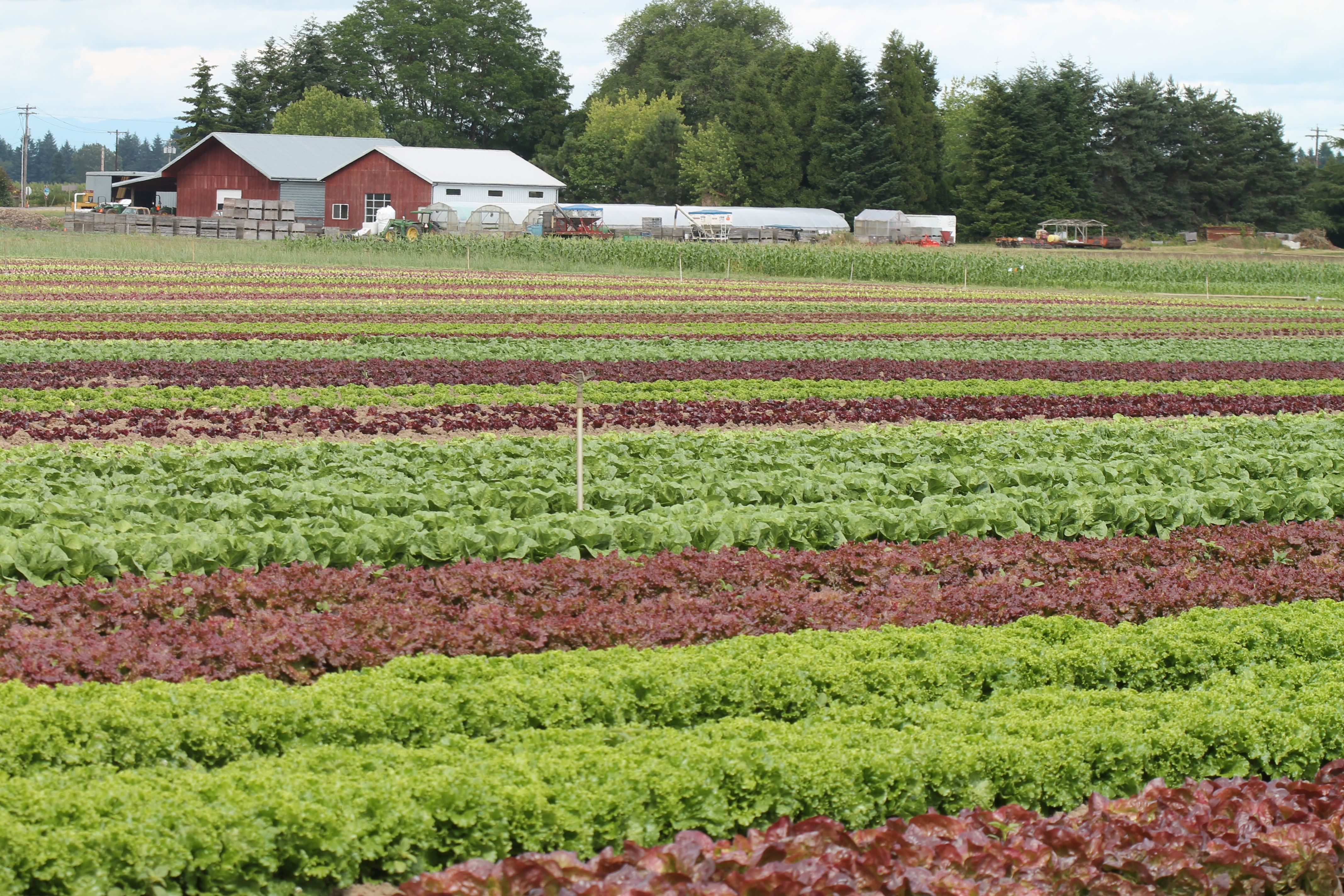
芥末籽農場，位於俄勒岡州的 CSA 有機農場

大巴靈頓的 CSA 農場一直在一起，直到營運到 1990 年，後來，許多成員離開，成立了馬海威豐收 CSA。最初的創始人之一羅萍·凡恩在美國的 CSA 運動中有著巨大的影響力，並在 1992 年成立了北美 CSA 協會。坦普爾-威爾頓社區農場至今仍然繼續運作，它是威爾頓社區的一個重要成員，並且獲得州、聯邦和地方政府的資金挹注。
早在 20 世紀 60 年代中期，日本就出現了一種名為 Teikei 的類似模式。同樣，阿拉巴馬州的農業教授 Booker T. Whatley 博士也在 20 世紀 60 年代就倡導了 Clientele Membership Clubs。
自 20 世紀 80 年代以來，社區協力農場在整個北美成長茁壯，主要是在新英格蘭、西北部、太平洋沿岸、上中西部和加拿大。根據美國農業部 2007 年的資料，北美現在至少有 13,000 個 CSA 農場，其中 12,549 個在美國。CSA 的興起似乎與美國環保運動意識的增強有關，此外，CSA 在城市環境運動中也很流行，例如：紐約市反飢餓聯盟的 CSA 專案，該專案幫助社會福利服務不足的社區。目前，最大的 CSA 農場是加州卡佩谷的卡佩公司，該公司在 2010 年，每周向 13000 名顧客提供蔬菜箱，並在 15 個農夫市場銷售，經營一家零售店，並向餐館提供特別訂單。
總部設在法國的 Urgenci（Urban-Rural networks: GEnerating New forms of exchanges between CItizens），則是幫助歐洲、地中海和西非的消費者和生產者建立網絡。
中國在 2000 年代末發生了一系列食品安全醜聞後，CSA 被引入中國。據估計，到 2017 年，中國有超過 500 個 CSA 農場。他們一直是中國有機和生態農業發展的關鍵力量。中國的 CSA 農場主人、研究人員和民間社會組織每年都會舉辦全國 CSA 研討會，這個研討會自 2009 年開始舉行。
台灣在 2008 年，旗美社區大學舉辦第七屆的「社區教育與農村發展工作坊」 （页面存档备份，存于），以社區協力農業（當時的翻譯名稱為「社區支持型農業」）為主題，邀請美國另一位重要的 CSA 推手伊莉莎白．韓德森（Elizabeth Henderson）以「社區支持農業（CSA）的精神」為題，發表主題演說，這應當是 CSA 傳入台灣的重要機緣，此後，伊莉莎白．韓德森於 2010，2011 年，兩度拜訪台灣。
另外一提，女性勞動力參與農業的增長大部分是在「男性主導的傳統農業領域」之外，然而，在社區協力農業中，婦女佔農場經營者的 40%。

## 國際上的 CSA
在不同的國家，社區協力農業系統往往有自己獨特的面貌，同時，也存在著一些傘狀組織（umbrella-organizations）聯繫著這些農場。在美國，政府的 SARE 計劃為研究和教育的專案提供資助，以促進可持續農業實踐，CSA 也是資助對象之一。
在德國和奧地利，CSA 團體於 2011 年成立了聯邦 CSA 農場網絡（Bundesnetzwerk Solidarische Landwirtschaft）。

## 社會經濟模式
CSA 藉由另類的市場機制在生產者和消費者之間建立直接的連結，讓會員和農民共同承擔耕作的風險。美國第一個 CSA 模式的目標是讓生產者和消費者平等地進入市場，以公平的價格和工資進行交易。
除了農產品本身，消費者也願意為諸如：生產透明、環境管理、生產者關係...等方面來付費，這樣的市場機制會擁有一種「經濟租」的收入～消費者願意支付額外的費用，願意為產品以外的東西以及產品本身的投入付費。
儘管這些另類的市場機制得面對更大的資本主義經濟體系，但它們之所以能夠存在，是因為他們能夠收取「經濟租」。

## CSA 系統
CSA通常專注於為當地社區生產高質量的食品，通常使用有機或生物動力耕作方法，以及共享風險的會員營銷結構。這種農業的運作，消費者和其他利益相關者的參與程度比通常要高得多，這導致了消費者與生產者之間的關係更加緊密。
核心設計包括發展一個有凝聚力的消費者群體，他們願意資助整個季節的預算，以獲得優質食品。該系統在消費者如何支持農場預算以及生產者如何提供食品方面有許多變化。CSA 理論認為，農場越是接受整個農場、整個預算的支持，就越能專注於質量，減少食物浪費的風險。

### 結構
今天，美國的社區支持農業農場有三個共同特點：
1. 強調社區和/或當地產品；
2. 在季節前出售份額或訂購；
3. 每周向會員/訂戶送貨。

雖然 CSA 的運作因農場而異，並隨著時間的推移而演變，但這三個特點卻一直保持著。CSA 的運作還依賴於四個實際安排：
1. 農民瞭解社區的需求；
2. 消費者有機會向農民表達他們的需求和財務上的限制；
3. 農民和消費者之間的承諾要有意識地建立；
4. 農民的需求要得到認可。

在這樣的基礎上，發展出來四種主要型態的社區協力農業：
1. 農民管理：由農民建立和維護 CSA，招募訂戶，並控制 CSA 的管理；
2. 股東/訂戶：由當地居民建立 CSA，聘用農民種植作物，股東/訂戶掌控大部分管理；
3. 農民合作社：多個農民制定一個 CSA 計劃；
4. 農民-股東合作：農民和當地居民建立並合作管理一個 CSA。

在大多數早期的 CSA 當中，都存在一個核心成員小組，這個核心小組的成員幫助決策和經營 CSA，包括營銷、分銷、行政和社區組織功能。有一個核心成員小組的 CSA 是最能夠獲利，並且成功的，然而，在 1999 年，72% 的 CSA 沒有一個核心成員小組。有核心成員群體的 CSA 作為農民股東合作社運作得更成功，而沒有核心成員群體的 CSA 則更多地依賴預先訂購，而這幾個類型當中，股東/訂戶的 CSA 運作得最為突出 。

### 思想體系
美國的社區協力農業受到奧地利哲學家魯道夫．斯坦納的思想影響很深，他提出了人智學和生物動力農法。坦普爾．威爾頓社區農場利用他的思想發展了 CSA 的三個主要目標：
- 財產所有權的新形式：土地應該由社區通過合法的信託基金共同持有，並將土地出租給農民。
- 新的合作形式：認為人際關係網絡應取代傳統的雇主和僱員制度
- 新的經濟形式：經濟不應以增加利潤為基礎，而應以企業中的人和土地的實際需求為基礎。

自 CSA 開始發展以來，其數量和規模都在增加，而在意識形態上也發生了變化。雖然，最初的 CSA 和目前的一些 CSA 仍然是以哲學理念為導向，但今天大多數 CSA 是以商業為導向，社區支持的農業主要被看作是一種能夠獲利的營銷策略。
這樣的趨勢導致了三種基於意識形態的 CSA 類型：
- 第一種類型是工具性的，CSA 被認為是傳統意義上的市場，而不是經濟和關係的替代形式；
- 第二種類型是功能性的，農民和訂戶之間存在著團結的關係，但這主要延伸到社會功能，而不是管理或行政功能，這是最常見的 CSA 類型；
- 最後一種類型是合作型，這種類型最接近 CSA 的原始目標，農民和訂戶之間的關係被看作是一種夥伴關係 。

### 配送和營銷的方法
CSA 的分享份額（shares）最初主要是由農產品組成。近年來，份額已多樣化，包括非農產品，包括蛋、肉、花、蜂蜜、乳製品和肥皂。通常，份額以全份額和半份額出售，前者供 2 至 5 人食用，後者供 1 至 3 人食用。在美國，每季價格從 200 美元到 500 美元不等。全份額售價為 400 美元，半份額售價為 250 美元。份額價格主要由生產的間接成本決定，但也由其他 CSA 的份額價格、生產的可變成本、市場力量和社區的收入水平決定，更有許多 CSA 設有付款計劃和低收入贊助選擇。
份額以幾種不同的方式配送，最常見的是每周分配。大多數 CSA 允許在農場取貨，也可以透過區域配送，直接送到家庭或辦公室、市場、社區中心或是教堂，例如：紐約州北部的新「農夫市場」在網上接受訂單，並有一些農民將該周的份額送到某些地區的一個中心點，由管理人員進行配送。
CSA 以不同的方式推銷他們的農場和配菜，也運用不同的管道，讓他們的銷售工作多樣化，增加訂閱量。CSA 也利用當地農貿市場、餐館、農場內零售、批發給天然食品店、批發給當地雜貨店等。
CSA 遇到的一個問題是生產過剩，所以 CSA 經常以配送份額以外的方式出售他們的農產品和產品，通常情況下，CSA 農場也在當地農夫市集出售他們的產品，而多餘的食物有時會送給食品銀行。

## 對農民的挑戰
許多 CSA 農民會利用消費者和他們的食物之間的緊密關係，讓消費者知道食物的來源、誰參與其中，並有特別的機會獲得食物，這樣一來，消費者願意支付更多的費用（如果這使價格高於生產成本，就是一種經濟租金）。然而，有些參與社區協力農業的農民並沒有真正經驗到他們想像中參與這種另類市場模式的經濟效益。Galt 在 2013 年對 CSA 農民的一項研究中發現，許多農民對他們的商品收取的費用和價格低於能為他們所需的經濟保障，這項研究表明，由於低估了他們的費用，以及為了抵消 CSA 產品的高成本，讓消費者更容易負擔，農民的收費可能低於他們賺取公平工資的水平 。

### 延伸閱讀
- Bryant, Greg. (1992). "Community Supported Agriculture," RAIN magazine 14(2), Winter/Spring. （页面存档备份，存于）
- Cone, C. A., & Myhre, A. (2000). Community-Supported Agriculture: A Sustainable Alternative to Industrial Agriculture? Human Organization 59(2), 187-197.
- DeMuth, Suzanne. (1993). "Community Supported Agriculture (CSA): An Annotated Bibliography and Resource Guide", September. （页面存档备份，存于）
- Egan, Timothy. (2003). "Amid Dying Towns of Rural Plains, One Makes a Stand," New York Times, December 1.
- En, Robyn Van. (1995). "Eating for Your Community: A Report from the Founder of Community Supported Agriculture," Context, Fall, p, 29.
- Greenwood, Deborah, and Robin Leichenko. (2012). "Community-Supported Agriculture." In Danto, William, ed., Food and Famine in the 21st Century, Santa Barbara: ABC-CLIO, 86-94.
- Groh, Trauger, and Steven McFadden. (1990). Farms of Tomorrow: Community Supported Farms - Farm Supported Communities. Biodynamic Farming and Gardening Association
- Groh, Trauger, and Steven McFadden. (1998). Farms of Tomorrow Revisited: Community Supported Farms - Farm Supported Communities. Biodynamic Farming and Gardening Association.
- What is a CSA, HarvestHand (2014). "Community Shared Agriculture," HarvestHand- What is a CSA. （页面存档备份，存于）
- knowwhereyourfoodcomesfrom http://knowwhereyourfoodcomesfrom.com/community-supported-agriculture-csa-farms/northeast-region/west-virginia/ （页面存档备份，存于）
- Kumar, S., Duell, J., Soergell, A., & Ali, R. (2011). Towards direct marketing of produce by farmers in India: Lessons from the United States of America. Journal of International Development, 23(4), 539-547. doi:10.1002/jid.1600
- Lawson, Jered. (1993). "Cabbages and Compassion", RAIN magazine 14(3), Spring. （页面存档备份，存于）
- McFadden, Steven. (2011). The Call of the Land: An Agrarian Primer for the 21st Century, 2nd ed. NorLights Press.
- McFadden, Steven (2015). "Awakening Community Intelligence: CSA Farms as Community Cornerstones" (Soul*Sparks Books).
- Organic Gardening. (1984). "Produce by Subscription," April.
- Organic Gardening. (1986). "From Farms to Families," July.
- Speth, James Gustav. (2008). The bridge at the edge of the world. New Haven: Yale University Press.
- Time. (2003). “Fresh Off the Farm, A new breed of planters and eaters are joining forces to nurture the local-foods movement,”, November. 3.
- VanderTuin, Jan. (1992). "Zürich Supported Agriculture", RAIN magazine 14(2), Winter/Spring. （页面存档备份，存于）
- Member Assembler (2015). "CSA Models - The Comprehensive guide to CSA Distribution Models and Fundamental Questions to ask when developing a CSA model". （页面存档备份，存于）

## 外部鏈接
- 尋找當地的社區協力農業 (localharvest.org) （页面存档备份，存于）